# Николаевка (деревня, Вишовский сельсовет)
Николаевка — деревня в составе Вишовского сельсовета Белыничского района Могилёвской области Белоруссии.

## Географическое положение
Ближайшие населённые пункты: Малиновка, Павлинка, Рудня.

## Известные уроженцы
Марченко Ефим Тимофеевич (1913—1980) — советский военачальник, участник Великой Отечественной войны, командир 39-й гвардейской стрелковой дивизии, генерал-лейтенант.